# 1896 en Colombie-Britannique
Chronologie de la Colombie-Britannique
- 1892
- 1893
- 1894
- 1895
- 1896
- 1897
- 1898
- 1899
- 1900

Cette page concerne des événements qui se sont produits durant l'année 1896 dans la province canadienne de Colombie-Britannique.

## Politique
- Premier ministre : John Herbert Turner.
- Chef de l'Opposition :
- Lieutenant-gouverneur : Edgar Dewdney
- Législature :

## Événements
- Inauguration de la deuxième ligne de chemin de fer transcontinental à partir de Portage la Prairie. Le Canadian Northern Railway, après avoir essaimé ses lignes dans la Prairie, atteint le lac supérieur en 1902. Parallèlement, la voie du Grand Trunk Pacific avance vers l’Ouest en direction de Prince Rupert sur le Pacifique (1904).

- 26 mai, désastre du pont Point Ellice où le pont s’écroule au moment du passage d’un tramway causant la mort de 55 personnes à Victoria.

## Naissances
- 9 mai à Victoria : Richard Day, chef décorateur canadien, né le 9 mai 1896 (Colombie-Britannique), mort le 23 mai 1972 (à 76 ans) à Hollywood.